# La Belle au bois dormant
La Belle au bois dormant è un cortometraggio muto del 1908 diretto da Lucien Nonguet e Albert Capellani. Di genere fiabesco, si ispira alla fiaba di Charles Perrault.

## Trama
Il re e la regina diedero alla luce una bellissima figlia, per il battesimo della principessa sono state fatte portare sette fate per essere madrine della bambina. Mentre si svolge la cerimonia, tutte le fate benedicono la bambina. Ad un certo punto appare una fata vecchia e brutta che maledice la piccola principessa e predice che morirà avvelenata dalla puntura di una ruota che gira. Le fate buone comunque rassicurano la regina dicendogli che la principessa non muorirà ma si addormenterà per cento anni. Il re per questo motivo, emette un'ordinanza che ogni ruota che gira sia bruciata. Il tempo passa ed la principessa ha già 16 anni, il suo fidato servitore oramai vecchio per i suoi servigi la saluta e se ne va; facendo lasciare dal re una guardia all'uscita della sua camera. Un giorno, di nascosto, senza farsi notare, la principessa esce dalla finestra ed accede al balcone ma viene subito scoperta dal vecchio servitore che passava di lì. La principessa viene presa per essere riportata dentro, ma mentre il vecchio servitore rientra da una porta la principessa che è dietro la chiude e fugge. Arriva a una piccola scala che porta a una soffitta e li trova una donna che lavora alla ruota, la principessa affascinata si mette al lavoro; la donna si trasforma nella vecchia fata cattiva e a un certo punto la predizione si avvera e la principessa si addormenta. La vecchia fata si ritrasforma in donna, chiede aiuto dalla finestra e subito accorrono il vecchio servitore con il re e la regina che riportano nella camera la principessa. Una volta arrivati nella camera, posano la principessa sul letto e si inginocchiano tutti per pregare, ma ad un certo punto appare una fata buona che li rassicura dicendo di non preoccuparsi che si è solo addormentata. la fata con un gesto addormenta tutti e fa uscire il re e la regina. La fata buona arrivata nel bosco, con dei gesti magici ricopre il castello con alberi e siepi in modo che il castello rimanga coperto e che non si veda per 100 anni. Sono passati 100 anni ed un giorno un affascinante e giovane principe esce per una battuta di caccia. Ad un certo punto il giovane principe si separa da tutto il gruppo, arrivato nel bosco incontra un vecchio contadino; che gli chiede spiegazioni sul castello che si intravede tra gli alberi. Il vecchio gli racconta tutta la storia della principessa e se ne va. Il principe si avvicina alle siepi, e le siepi magicamente si aprono per farlo passare e lui arriva al castello. Arrivato al castello incontra le guardie che sono tutte addormentate, incuriosito entra ma tutti dormono. Arrivato alla camera della principessa, affascinato dalla sua bellezza, si inchina, le prende la mano baciandola. La principessa si risveglia.

## Restauro
- Restaurato in digitale dal Museo Nazionale del Cinema di Torino e dalla Cineteca di Bologna (2011)[1]